# よく考えるとハッとしてキャーな話
『よく考えるとハッとしてキャーな話』（よくかんがえるとハッとしてキャーなはなし）は、関西テレビが制作・放送していたバラエティ番組。

## 放送日時
放送時間は毎回変動しているため、出典を参照。
単発初回
2012年11月26日（『ヨルスパ!』内）
ヨルパチーノ版
2013年4月10日、4月17日、4月24日、5月1日
単発第2回
2013年7月13日（『ヒルスパ!』内）
ワイドネット版
2013年10月1日（『COOL TV』内）
単発第3回
2014年1月1日
ツキギメ！版
2014年7月8日、7月15日、7月22日、7月29日

## 概要
一見すると普通の話に見えるが、話の内容をしっかりと考えると思わず「キャー」と悲鳴を挙げたくなるような話（インターネット上では「意味が分かると怖い話」という名称で分類）を実際に映像化し、推理してもらう。
映像を見てその真実が分かった際にはシルクハットを模した手元の「ハッとボタン」（押すと「キャー」というSEが流れる）を押し、意思を示す。また、セットの後方にある「ハッテレフォン」を通じて司会の山里と会話し、自分の推理が合っているかどうかを確認する。映像は2回流される。うち2回目は「キャーとなりやすい版」としてモノクロ映像で流されるが、カギとなるシーンではカラーになるうえ、1回目とは異なるアングル（主に表記や行動が分かりやすくなっている）で見ることができる。
正解・不正解による賞罰はないが、単発初回では出演者が奮起するよう、1回目の映像で分かれば「50キャー」、2回目の映像で分かれば「30キャー」とポイントを競い、成績が悪かった場合は「キャー」と言ってしまうような恥ずかしい写真が公開されるというシステムで行われた。
話はインターネット上に上がっているもののほか、実際に起こった詐欺や窃盗事件をベースにしたものもある。
ツキギメ！版では、ミニコーナーがなくなっている。また、2回とも同じ映像が流される。

## 出演者
司会
- 山里亮太（南海キャンディーズ） - ミニコーナーではパネラーに回っていた。

レギュラー解答者
- たむらけんじ - ミニコーナーでは司会進行に回っていた。

ナレーター
- 橋本のりこ

## ミニコーナー
キャー見芝居
見るだけで思わず「キャー」と言ってしまうような映像を紹介する。
秘密のキャーぎ穴
扉にネタの前半部分が描かれており、鍵穴を模した穴を通じて思わず「キャー」となってしまうネタの後半部分が明かされる。
あの時君はキャーだった。
芸人がかつて経験した「キャー」な話を披露する。
BACK TO THE フューキャー
一見するとふつうに思えるものの過去・未来における「キャー」な姿を紹介する。
たキャーいのはどっち?
2つの品物のうち、値段が高い物を当てる。
タムゴロウのキャわいすぎる動物王国
たむらが「タムゴロウ」に扮し、かわいさで「キャー」となりそうな動物たちの映像を紹介する。

## スタッフ

### 単発第2回
- 構成：やまだともカズ、岸本尚久、式部阿礼、鈴木一史、勝浦慎吾
- TD/SW：中山秀一（KTV）
- CAM：芳山貴勇（KTV）
- VE：中川裕貴（KTV）
- 照明：徳永勤
- 音声：井田憲吾（KTV）
- 美術プロデューサー：山本映子（KTV）
- 美術進行：西口英希
- 電飾操作：増本正寿
- 衣装：東京衣裳
- メイク：パウダー
- 大道具：権東奈恵
- 装飾：中森正啓
- ロケCAM：蒲田実
- ロケ音声：窪田徹也
- 編集：山本崇央、竹嶋夕貴
- MA：百済伸晃
- 効果：藤澤康太
- CG：インフォルメ
- 宣伝：羽藤ゆかり（KTV）
- 協力：ウエストワン、大阪共立、SpEED、STUDIO LOOP、テレプロ、ウイズユー
- ディレクター：和田善樹、竹本剛志
- 演出：杉浦圭太
- プロデューサー：小川悦司（KTV）、木邑裕介
- 制作協力：ディーレック
- 制作著作：関西テレビ

### ワイドネット版
- 構成：やまだともカズ、岸本尚久、式部阿礼、鈴木一史、勝浦慎吾
- TD/SW：中山秀一（KTV）
- CAM：八柄哲
- VE：小野寺毅
- 照明：鈴木道隆
- 音声：村脇昭一
- 電飾操作：増本正寿
- 美術プロデューサー：山本映子（KTV）
- 美術進行：西口英希
- デザイン：山本直人
- 衣装：東京衣裳
- メイク：吉田みわ
- 大道具制作：権東奈恵
- ロケCAM：蒲田実
- ロケ音声：窪田徹也
- 編集：中澤丈、竹嶋夕貴
- MA：百済伸晃
- 効果：藤澤康太
- CG：インフォルメ
- 編成：野村亙（KTV）
- 宣伝：羽藤ゆかり（KTV）
- 協力：共同テレビジョン、共立ライティング、SpEED、STUDIO LOOP、テレプロ、ウイズユー、レモンスタジオ
- ディレクター：和田善樹、植田政成、竹本剛志
- 演出：杉浦圭太
- プロデューサー：小川悦司（KTV）、木邑裕介
- 制作協力：ディーレック
- 制作著作：関西テレビ